# Archidiecezja sarajewska

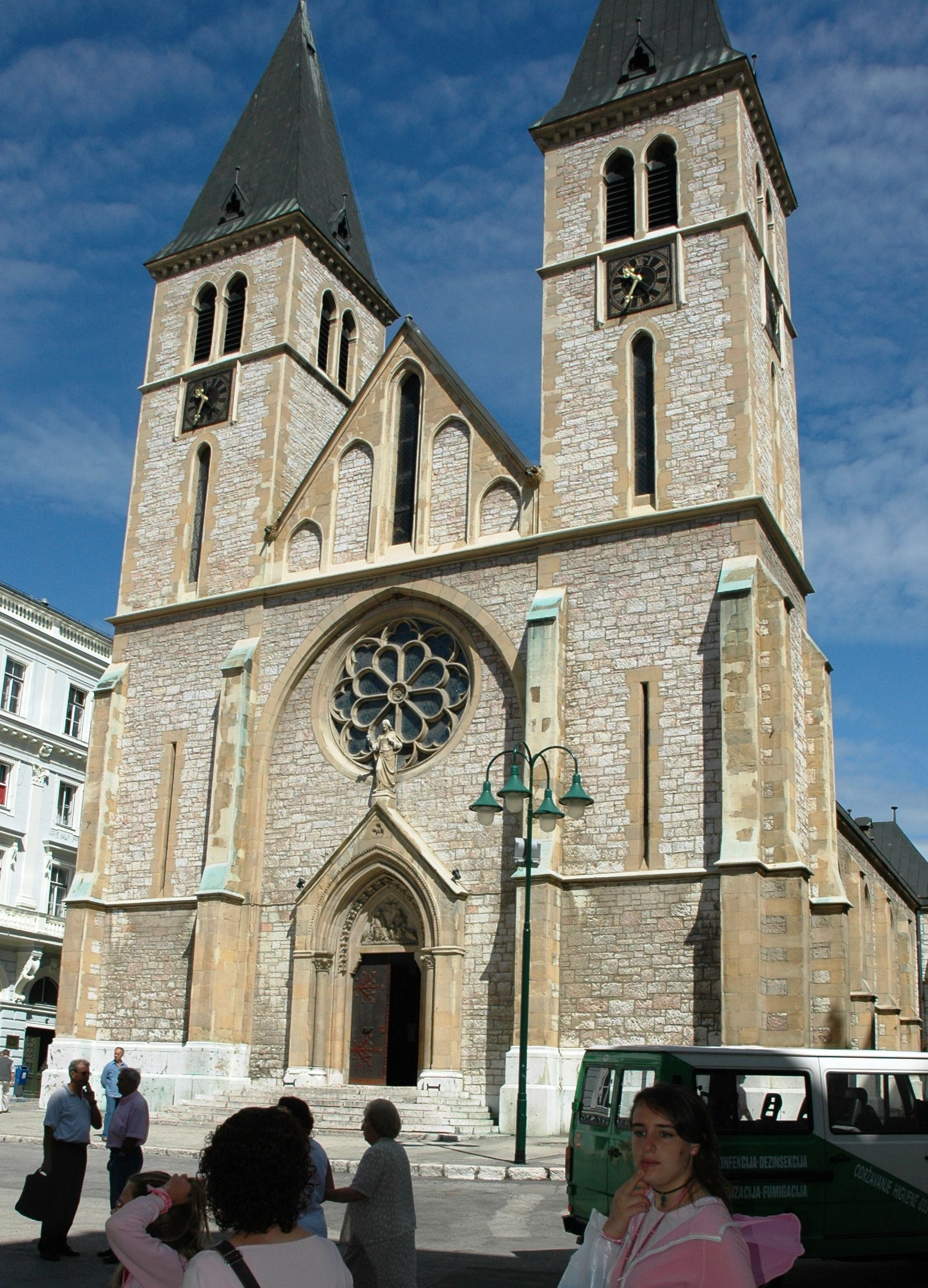
Katedra w Sarajewie

Archidiecezja sarajewska (łac.: Vrhbosnensis o Seraiensis, bośn. i chorw. Vrhbosanska nadbiskupija) – katolicka archidiecezja bośniacka położona w północno-wschodniej części kraju. Siedziba arcybiskupa znajduje się w katedrze Serca Jezusowego w Sarajewie.

## Historia
- 700 r. – utworzenie diecezji sarajewskiej, która znajdowała się pod wpływami chorwackim,
- 5 lipca 1881 r. – przekształcenie diecezji w arcybiskupstwo i podniesienie jej do rangii metropolii.

## Biskupi
- ordynariusz – abp Tomo Vukšić